# 2-(2-噻吩基)吡咯
2-(2-噻吩基)吡咯是一种有机化合物，化学式为C8H7NS。它可由2-溴噻吩和吡咯在二异丙基乙胺的存在下于二甲基亚砜中反应制得。它和三氟乙酸酐反应，可以得到2-三氟乙酰基-5-(2-噻吩基)吡咯。它和三氯氧磷、二甲基甲酰胺反应，可以得到5-(2-噻吩基)吡咯-2-甲醛。

## 拓展阅读
- Hiroyuki Shimogawa, Yasujiro Murata, Atsushi Wakamiya. . Organic Letters. 2018-09-07, 20 (17): 5135–5138  [2021-10-18]. ISSN 1523-7060. doi:10.1021/acs.orglett.8b02056. （原始内容存档于2021-10-19） （英语）.